# Coll del Pou de la Neu
Coll del Pou de la Neu är ett bergspass i Spanien, på gränsen till Frankrike.   Det ligger i regionen Katalonien, i den östra delen av landet, 600 km öster om huvudstaden Madrid. Coll del Pou de la Neu ligger 1 239 meter över havet.
Terrängen runt Coll del Pou de la Neu är huvudsakligen lite bergig. Coll del Pou de la Neu ligger uppe på en höjd.Runt Coll del Pou de la Neu är det glesbefolkat, med 8 invånare per kvadratkilometer. Närmaste större samhälle är Agullana, 9,3 km öster om Coll del Pou de la Neu. I omgivningarna runt Coll del Pou de la Neu växer i huvudsak blandskog.